# Smultrongrundet, Ingå
Smultrongrundet är en ö i Finland. Den ligger i Finska viken och i kommunen Ingå i den ekonomiska regionen  Raseborg i landskapet Nyland, i den södra delen av landet. Ön ligger omkring 64 kilometer väster om Helsingfors.
Öns area är 1,1 hektar och dess största längd är 190 meter i sydöst-nordvästlig riktning. Närmaste större samhälle är Ingå, 15,2 km norr om Smultrongrundet.